# Światowy ranking snookerowy 1990/1991
Światowy ranking snookerowy 1990/1991 – lista zawiera 32 zawodników najwyżej sklasyfikowanych w sezonie 1990/1991. Pierwsza szesnastka rankingu ma zapewniony udział w 1. rundzie wszystkich turniejów rankingowych. W każdym z turniejów rankingowych z numerem pierwszym będzie rozstawiany obrońca danego tytułu, z numerem drugim Mistrz świata 1990, Szkot Stephen Hendry, zaś kolejni zawodnicy według kolejności zajmowanej na poniższej liście.
| Poz. | Nazwisko          | Narodowość        |
| ---- | ----------------- | ----------------- |
| 1    | Stephen Hendry    | Szkocja           |
| 2    | Steve Davis       | Anglia            |
| 3    | John Parrott      | Anglia            |
| 4    | Jimmy White       | Anglia            |
| 5    | Doug Mountjoy     | Walia             |
| 6    | Terry Griffiths   | Walia             |
| 7    | Mike Hallett      | Anglia            |
| 8    | Dean Reynolds     | Anglia            |
| 9    | Steve James       | Anglia            |
| 10   | Dennis Taylor     | Irlandia Północna |
| 11   | Willie Thorne     | Anglia            |
| 12   | Martin Clark      | Anglia            |
| 13   | Neal Foulds       | Anglia            |
| 14   | Alex Higgins      | Irlandia Północna |
| 15   | John Virgo        | Anglia            |
| 16   | Tony Meo          | Anglia            |
| 17   | Alain Robidoux    | Kanada            |
| 18   | Joe Johnson       | Anglia            |
| 19   | Cliff Thorburn    | Kanada            |
| 20   | Gary Wilkinson    | Anglia            |
| 21   | Steve Newbury     | Walia             |
| 22   | Tony Knowles      | Anglia            |
| 23   | Wayne Jones       | Walia             |
| 24   | Dene O’Kane       | Nowa Zelandia     |
| 25   | Peter Francisco   | Południowa Afryka |
| 26   | Bob Chaperon      | Kanada            |
| 27   | Silvino Francisco | Południowa Afryka |
| 28   | Barry West        | Anglia            |
| 29   | Cliff Wilson      | Walia             |
| 30   | Danny Fowler      | Anglia            |
| 31   | Tony Drago        | Malta             |
| 32   | Eddie Charlton    | Australia         |